# اعبيدات لمحارير (العركوب)
اعبيدات لمحارير هو دُوَّار يقع بجماعة الخنيشات، إقليم سيدي قاسم، جهة الرباط سلا القنيطرة في المملكة المغربية. ينتمي الدوّار لمشيخة العركوب التي تضم 12 دوار. يقدر عدد سكانه بـ 624 نسمة حسب الإحصاء الرسمي للسكان والسكنى لسنة 2004.

## روابط خارجية
- البوابة الوطنية للجماعات الترابية
- المندوبية السامية للتخطيط